# Week-end au Waldorf
Pour plus de détails, voir Fiche technique et Distribution.
Week-end au Waldorf (Week-End at the Waldorf) est un film américain en noir et blanc réalisé par Robert Z. Leonard, sorti en 1945.
Il s'agit du remake du film de 1932 : Grand Hotel, avec Greta Garbo, John Barrymore et Joan Crawford.

## Synopsis
Le film se concentre sur les clients séjournant au célèbre hôtel Waldorf-Astoria de New York.

## Fiche technique
- Titre : Week-end au Waldorf
- Titre original : Week-End at the Waldorf
- Réalisation : Robert Z. Leonard
- Scénario : Sam Spewack et Bella Spewack
  - d'après le roman et la pièce de Vicki Baum : Grand Hôtel (1929)
- Adaptation : Guy Bolton
- Directeur musical : Johnny Green
- Chorégraphe : Charles Walters
- Direction artistique : Cedric Gibbons et Daniel B. Cathcart
- Costumes : Irene et Marion Herwood Keyes
- Photographie : Robert H. Planck
- Montage : Robert Kern
- Productur : Arthur Hornblow Jr. et Robert Z. Leonard
- Société de production : Metro-Goldwyn-Mayer
- Société de distribution : Loew's Inc.
- Pays de production :  États-Unis
- Langue d'origine : anglais américain
- Format : noir et blanc — 35 mm — 1,37:1 — son : mono (Western Electric Sound System)
- Genre : comédie dramatique
- Durée : 130 minutes
- Dates de sortie américaine :
  - États-Unis : 5 octobre 1945 (New York)
  - France : 29 octobre 1947

## Distribution
- Ginger Rogers : Irene Malvern
- Lana Turner : Bunny Smith
- Walter Pidgeon : Chip Collyer
- Van Johnson : le capitaine James Hollis
- Edward Arnold : Martin X. Edley
- Keenan Wynn : Oliver Webson
- Robert Benchley : Randy Morton
- Phyllis Thaxter : Cynthia Drew
- Leon Ames : Henry Burton
- Lina Romay : Juanita
- Samuel S. Hinds : M. Jessup
- Porter Hall : Stevens
- Nana Bryant : Mme H. Davenport Drew
- Moroni Olsen : le détective Blake
- Xavier Cugat : lui-même
- Russell Hicks : McPherson
- George Zucco : Bey d'Aribajan
- Miles Mander : le secrétaire britannique
- Frank Puglia : Emile, le serveur
- Irving Bacon : Sam Skelly
- Rosemary DeCamp : Anna
- Jacqueline deWit : Kate Douglas
- Charles C. Wilson : « Hi » Johns

Acteurs non crédités
- Jean Acker (figurante, rôle indéterminé)
- George Davis : le secrétaire
- Hope Landin : l'opératrice téléphonique
- Wyndham Standing : l'agent littéraire
- Wolfgang Zilzer : un serveur